# SISU Copenhagen
El SISU Copenhagen es un equipo de baloncesto danés que compite en la Ligaen, la primera división del país. Tiene su sede en la ciudad de Copenhague. Disputa sus partidos en el Kildeskovshallen.

## Historia
Toma su nombre de la palabra finlandesa Sisu. Es el club más antiguo de baloncesto en Dinamarca, así como el más exitoso, con 50 títulos a partir de 2012, incluyendo 18 campeonatos femeninos y 11 campeonatos masculinos. Ambos equipos de hombres y mujeres están en los campeonatos de primer nivel. En el equipo masculino el éxito más reciente fue llegar a la ronda final de la temporada 2000-01 del campeonato, donde perdió contra el Forest Hill, mientras que el equipo femenino ha resurgido como una fuerza líder en los últimos años, ganando dos ligas en 2011 y 2012 y jugando la FIBA Eurocup.
SISU también ha sido conocido como un club con una sección grande y el buen funcionamiento de los jóvenes con oportunidades de desarrollo para los jugadores jóvenes en el deporte. La cantera trae nuevos jugadores a equipos de élite y victorias juveniles en los campeonatos cada año. El club cuenta con unos 400 miembros, incluyendo 300 en la sección juvenil.

## Resultados en la Liga Danesa
| Temporada | División | Liga   | Posición | Play-Offs        | Competición Europea |
| --------- | -------- | ------ | -------- | ---------------- | ------------------- |
| 2010–11   | 1        | Ligaen | 6        | Cuartos de Final | -                   |
| 2011–12   | 1        | Ligaen | 5        | Cuartos de Final | -                   |
| 2012–13   | 1        | Ligaen | 4        | Cuartos de Final | -                   |
| 2013–14   | 1        | Ligaen | 7        | Cuartos de Final | -                   |
| 2014–15   | 1        | Ligaen | 7        | Cuartos de Final | -                   |

## Palmarés
- Ligaen
  - Campeón (11): 1961, 1962, 1966, 1967, 1972, 1973, 1976, 1981, 1983, 1984, 1985
  - Subcampeón (2): 1999, 2005

- Copa Danesa
  - Campeón (9): 1976, 1977, 1984, 1986, 1988, 1989, 1996, 1997, 1998
  - Subcampeón (1): 1999

## Jugadores destacados
| - Hristo Petkov - Cory James - Jonas Bertram Bro - Christian Drejer - Mathias Glahn - David Harder - Asger Hjorth - Andy James - Christian Kjøller - Jonas Madsen - Mikael Nielsen - Henrik Nielsen - Jonel Visaq - Mikel Esnaola - Ville Nummelin - Randsford Laryea - Bjarki Gustafsson - Larus Jonsson - Ugis Promolds - Alanas Dzeranovas | - Rokas Garlauskas - Irmantas Griksas - Mindaugas Kalvelis - Tomas Rinkevicius - Zivojin Grubovic - Piotr Warawko - Dmitriy Shumikhin - Vuk Stefanovic - Marko Zarkovic - Henrik Schou - Joe Benjamin - Tyler Best - Marvin Black - Alcindor Boller - Mario Brown - Phillip Calvert - Mickey Dennis - Jimmy Evans - Joe Hamilton - Jenar Harrison | - Mychal Kearse - Joe Kirchofer - James Martin - Chris Matagrano - Daryl McCoy - Jared Mills - Zack Moritz - Darryl Partin - Steve Pettyjohn - Donald Rutherford - Blair Slattery - John Francis Smith - John II Smith - Damon Smith - Charles Stone - Trenton Wurtz - Dean Thibodeau - Yunss Akinocho - Andy Wormsley |